# Китаби-Деде Горгуд (памятник, Баку)
Памятник «Китаби-Деде Горгуд» (азерб. «Kitabi-Dədə Qorqud» abidəsi) — памятник, посвящённый тюркскому огузскому народному эпосу «Китаби-Деде Горгуд». Расположен в парке «Деде Горгуд» в Баку.

## История
«Китаби деде Коркуд» — героический эпос огузов, группы тюркских племен. В эпосе рассказывается о войне огузских богатырей с «неверными» за утверждение своей власти на завоёванных кавказских землях. Интеграция эпоса происходила в Центральной и Средней Азии, окончательно же сложился на территории современного Азербайджана. Сказания и песни в эпосе были созданы не ранее начала XIII века, а сохранившиеся письменные памятники должны были быть составлены не ранее XV века. В 2018 году эпос был включен в Репрезентативный список нематериального культурного наследия человечества ЮНЕСКО от имени Азербайджана, Казахстана и Турции.

## Памятник
Согласно подписанному в 2007 году распоряжению «О монументальных скульптурных памятниках, мемориальных и архитектурных комплексах», было дано поручение воздвигнуть памятник Деде Горгуду. В результате работ по строительству и благоустройству на территории площадью 6 гектар был создан Парк Деде Горгуд, в центре которого возведен памятник. Автором монумента является Гёрюш Бабаев. Памятник установлен в 2013 году в центре Парка Деде Горгуд в Наримановском районе Баку.

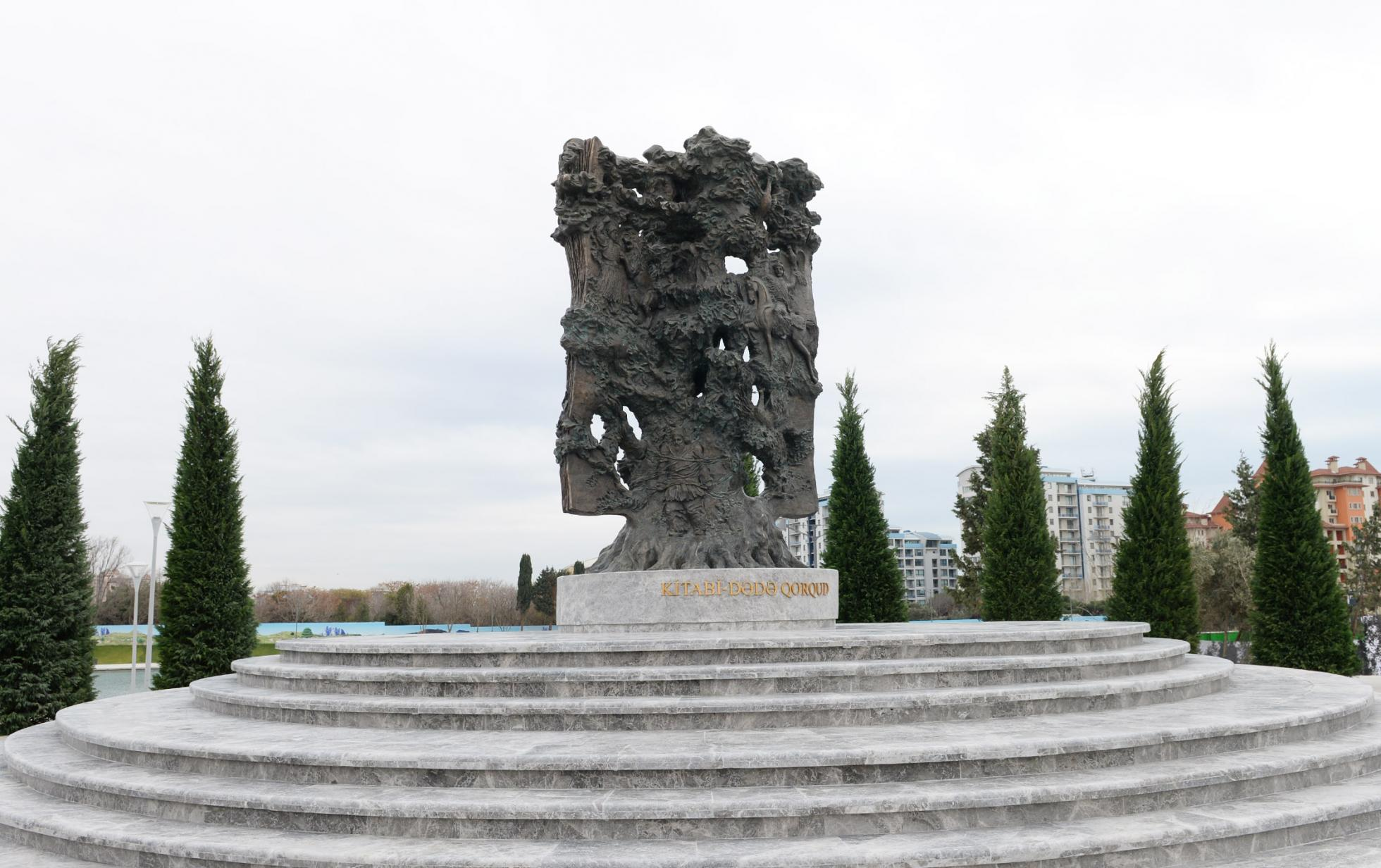
Памятник «Китаби-Деде Горгуд»